# 结婚十年 (小说)

江苏文艺出版社版本封面

《结婚十年》是女作家苏青写的长篇自传体小说，记叙了苏青十年的婚姻生活。该小说1943年首先在《风雨谈》杂志上连载，次年出版单行本，半年内再版九次，到1948年底，已有18版之多。1947年，《续结婚十年》出版。